# A Hot Piece of Grass

## Tracce
1. Black Dog - 3:07 - (cover dei Led Zeppelin)
2. War Pigs - 4:27 - (cover dei Black Sabbath)
3. Holiday - 3:48 - (cover dei Green Day)
4. Rockin' in the Free World - 3:39 - (cover di Neil Young)
5. Whole Lotta Love - 3:59 - (cover dei Led Zeppelin)
6. Runnin' with the Devil - 2:44 - (cover di Van Halen)
7. This Fire - 3:24 - (cover dei Franz Ferdinand)
8. Roses - 4:35 - (cover degli Outkast)
9. Blind Beggar Breakdown - 2:25
10. Kirby Hill - 2:25
11. Uncle Virgil - 3:00
12. Mountain Man - 3:07
13. Marijuana - 2:54
14. Moonshiner's Daughter - 2:54
15. Wish I Was You - 1:59
16. Dueling Banjos - 3:13 - (composto da Arthur Smith, il più famoso adattamento è quello di Steve Mandel e Eric Weissberg che fa parte della colonna sonora di Un tranquillo weekend di paura)